# 布格塞拉國際機場
布格塞拉國際機場（英語：Bugesera International Airport）為位於盧旺達的一座興建中的機場。

## 地理位置
布格塞拉機場座落於盧旺達東南部的布格塞拉縣，海拔高度約為1,400公尺，鄰近里利馬。該機場位於基加利國際機場以南，兩者直線距離約25公里，車程則約40公里。

## 概要
布格塞拉機場完工之後將成為盧旺達境內最大的國際機場，也將是該國第八座機場以及第三座國際機場。該機場將為來往大基加利都會區的民用航班提供服務。由於基加利國際機場的客運量已達該機場的設計容量上限，布格塞拉機場一旦完工將能有效分擔基加利機場的航班。
布格塞拉機場的第一期工程將只會興建一條跑道，待第二期工程完工後，第二條跑道才會投入使用。第一期工程的預算估計為4.18億美元，第二期則是3.82億美元，兩者總計8億美元。第一期工程原計畫於2018年或2019年完工。新機場在規劃的過程中，英國的TPS工程顧問負責進行可行性評估和機場的整體設計。後期工程將同時提高機場的客運與貨運的容量。2010年11月，有報導指出盧旺達政府已聘請跨國會計師事務所普華永道擔任機場新建工程的財務顧問，普華永道也將為該工程尋找資金來源。按照政府的計劃，機場的新建工程將採取民間參與公共建設模式。
2019年12月，卡塔爾航空同意收購布格塞拉機場60%的股份。根據盧旺達發展局的規劃，新機場第一期工程完工後將能服務每年700萬人次的旅客容量，第二期工程則預計2032年完工，屆時旅客容量將倍增至每年1400萬人次。

## 興建工程
2016年9月，盧旺達政府和葡萄牙建築公司莫塔－英吉爾正式簽約，機場將由該公司負責籌款、興建與營運，特許期限為25年，並可續約15年，莫塔－英吉爾公司並同意為第一期工程提供4.18億美元的資金。按原計畫，機場預定於2018年起正式提供民航服務。
2017年8月，機場的興建工程正式展開，如今的預算已追加至8.28億美元。作為主要承包商，莫塔－英吉爾透過其子公司莫塔英吉爾非洲為興建工程提供75%的資金，剩餘的25%由盧旺達公司航空旅行與物流承擔，後者也將於機場開始營運後提供地勤服務。因變更設計，機場暫時停工，導致完工日期延後。
根據和卡塔爾航空合作後的新方案，機場的規模相比原計畫大幅擴大，工程預算也將提高至13.1億美元。新方案第一期工程的工期預計為5年，第二期工程則預計2032年完工。

## 規劃設施
根據TPS工程顧問公司的報告，新機場的第一期工程完工後將能服務每年700萬人次的旅客運量，以及每年150萬公噸的貨運量。新機場將建有一座總樓地板面積約為30,000平方公尺的旅客航廈，該航廈將設有22座報到櫃台以及6座登機空橋。後續工程還計畫興建第二條跑道。

## 外部連結
- 航廈渲染圖
- 盧旺達民用航空局官方網站 Portuguese Web Archive的存檔，存档日期2014-12-03
- Rwanda: Ten Things We Know About the Rwanda-Qatar Airways Deal （页面存档备份，存于） 2019-12-10.